# Russische volleybalploeg (mannen)

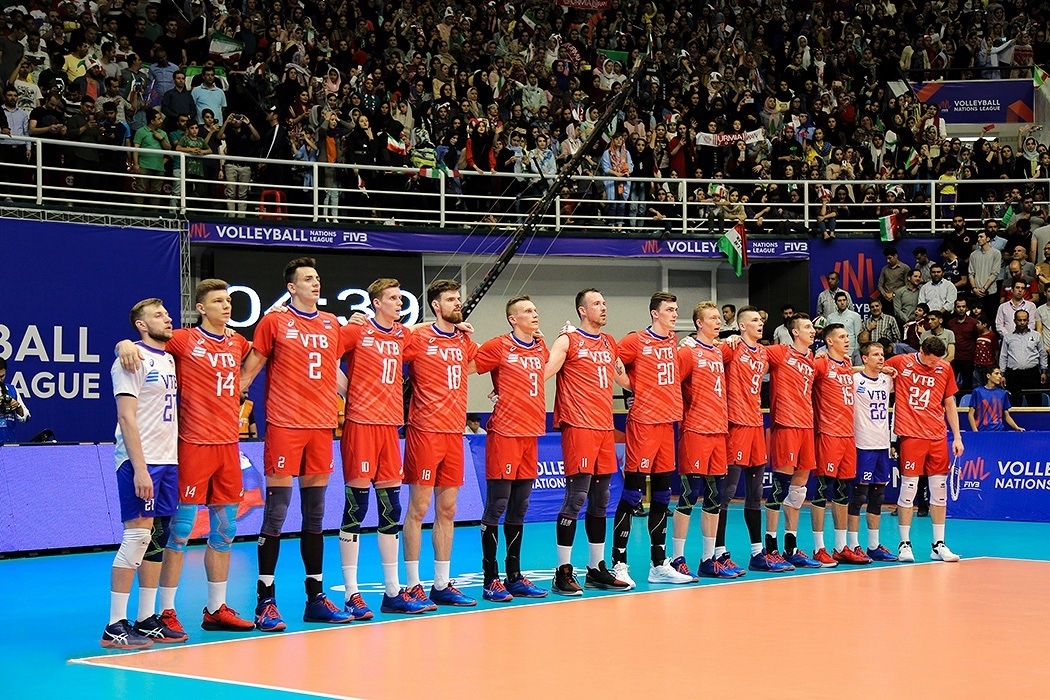
De Russische volleybalploeg in 2019

De Russische volleybalploeg bij de mannen is een van de sterkste nationale volleybalteams ter wereld. In december 2007 bekleedt Rusland de tweede plek op de Wereldranglijst. Het team heeft het Wereldkampioenschap en de FIVB World League gewonnen. Daarnaast behaalde het team meermaals de finale van het Europees kampioenschap en van de Olympische Spelen.